# Kalicki Point
Der Kalicki Point (polnisch Przylądek Kalickiego) ist die westliche Landspitze der Dufayel-Insel im Ezcurra-Fjord von King George Island im Archipel der Südlichen Shetlandinseln.
Polnische Wissenschaftler benannten sie nach Tadeusz Kalicki (1934–2019), Kapitän des Schiffs Antoni Garnuszewski bei der von 1977 bis 1978 durchgeführten polnischen Antarktisexpedition.